# Xã Preston, Quận Richland, Illinois
Xã Preston (tiếng Anh: Preston Township) là một xã thuộc quận Richland, tiểu bang Illinois, Hoa Kỳ. Năm 2010, dân số của xã này là 1.247 người.